# Elskede dyr
Elskede dyr er en dansk dokumentarfilm fra 1995, der er instrueret af Vibeke Vogel.

## Handling
Der er ca. 1 million registrerede kæledyr i Danmark. Det betyder, at der bor et kæledyr i mere end hver tredje husstand. Kæledyr er levende væsener med adresse i menneskers intimsfære. Menneske og dyr lever sammen for lystens, kærlighedens og fornøjelsens skyld. Med dyrene har menneskene altid adgang til noget varmt, blødt og levende. Dyrene er født ind i menneskenes verden. Forholdet mellem menneske og dyr er enkelt, hengivent og befriet for menneskelige konflikter. Levende væsener bindes sammen i følelser og forestillinger om hinanden.